# 小行星4523
小行星4523（英語：4523 MIT）是一颗围绕太阳公转的小行星。1981年2月28日，舒爾特·巴斯在赛丁泉山发现了此天体。
这颗小行星的绝对星等为316.8191179704139等。